# Mecisteo

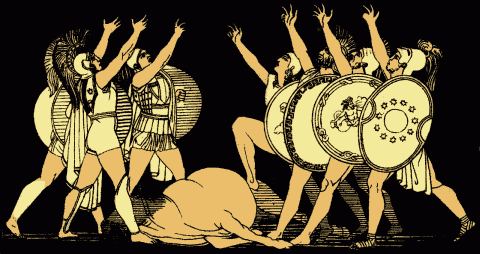
El juramento de los siete líderes, entre ellos Mecisteo. Ilustración para el libro Historias de los trágicos griegos de Alfred Church, 1879.

En la mitología griega, Mecisteo (Μηκιστεύς / Mēkisteús) es hijo de Tálao y Lisímaca; y, por tanto, es hermano del rey Adrasto de Argos. 
Para algunos, fue uno de los caudillos que atacaron Tebas en la expedición de los siete contra Tebas.
Para la mayoría, Mecisteo no es uno de los caudillos, sino un simple guerrero que acompaña al ejército de su hermano. Otros, sin embargo, dan su nombre en lugar de alguno de los tradicionales.

Algunos, sin embargo, no cuentan entre éstos a Tideo ni a Polinices, sino que añaden en la lista de los siete a Eteoclo, hijo de Ifis, y a Mecisteo.
Biblioteca mitológica

Durante los juegos fúnebres en honor a Edipo celebrados en Tebas, Mecisteo gana todas las competiciones de pugilato.

Mecisteo Talayónida, el cual fue a Tebas cuando murió Edipo y en los juegos fúnebres venció a todos los cadmeos.
Ilíada

Mecisteo muere en combate ante las murallas de Tebas a manos de un guerrero enemigo llamado Melanipo.

Cuando se produjo la invasión de los argivos, este Melanipo dio muerte a Tideo y a Mecisteo, uno de los hermanos de Adrasto.
PAUSANIAS: Descripción de Grecia

Diez años después, un hijo de Mecisteo, Euríalo, formará parte del ejército que atacará Tebas: esa campaña es la llamada expedición de los Epígonos.